# Vasilij Nikitič Mitrochin
Vasilij Nikitič Mitrochin (in russo Василий Никитич Митрохин?; Jurasovo, 3 marzo 1922 – Londra, 23 gennaio 2004) è stato un militare e agente segreto sovietico, noto per aver diffuso molti materiali riservati del servizio segreto sovietico.

## Biografia

### La carriera fino al 1972
Nato nella Russia centrale nel 1922, iniziò la sua carriera nei servizi d'informazione sovietici (KGB) nel 1948. L'Unione Sovietica era governata da Stalin e il capo supremo della sicurezza staliniana era Lavrentij Berija. Dotati di un potere quasi assoluto, entrambi si erano macchiati di molti crimini. Morirono nello stesso anno, il 1953. Mitrochin iniziò a sperare che, dopo gli anni del “terrore staliniano” potesse iniziare una stagione di rinnovamento e di rigenerazione. Ma la destalinizzazione di Nikita Chruščëv lo deluse. Mitrochin, che non aveva mai manifestato opinioni politiche, espresse per la prima volta una critica sul modo in cui veniva gestito il potere a livello centrale. In poco tempo fu tolto dal teatro operativo e messo dietro una scrivania.
Iniziò a lavorare nel Primo Direttorato Centrale (FCD), sede dei servizi segreti per l'estero, nel palazzo della Lubjanka. Nell'ottobre 1958 un evento apparentemente distante dai suoi interessi provocò in lui una seconda critica al regime. Quell'anno il Premio Nobel per la letteratura era stato assegnato al connazionale Boris Pasternak per il suo capolavoro Il dottor Živago. Lo scrittore russo, però, era stato minacciato ed aveva quindi annunciato di non accettare il premio «in considerazione del significato attribuito a questo riconoscimento nella società a cui appartengo». Mitrochin, indignato, inviò una lettera anonima al giornale degli scrittori sovietici, la Literaturnaja Gazeta.
Per evitare che la sua calligrafia venisse riconosciuta, scrisse la lettera con la mano sinistra. Nonostante ciò, temette per qualche tempo di poter essere identificato. Mitrochin riponeva la sua fiducia nella comparsa di un nuovo leader che potesse sostituire Chruščëv. Gli sembrò di vederlo in Aleksandr Šelepin, il nuovo presidente del KGB dal 1958. Come aveva sperato, Šelepin diede subito un segnale di cambiamento non appena insediato: sostituì molti veterani stalinisti con giovani laureati. Fu protagonista del colpo di Stato che rovesciò Chruščëv nel 1964, ma non venne scelto come nuovo capo del partito: gli fu preferito Leonid Il'ič Brežnev, un politico puro.
L'astro di Šelepin tramontò nel giro di pochi anni. Il suo successore alla guida del KGB, nel 1967 fu Jurij Vladimirovič Andropov, anch'egli un politico. Nelle intenzioni di Brežnev, ciò avrebbe dovuto assicurare al partito il controllo sui servizi segreti. Nel 1968 Mitrochin assistette alla Primavera di Praga dalla Germania orientale, dove si trovava in missione. Ebbe occasione di ascoltare le radio occidentali. Ascoltò anche il discorso che Andropov pronunciò davanti a una platea di funzionari del KGB a Berlino Est, ma trasse conclusioni alquanto differenti dal suo capo. La repressione del “socialismo dal volto umano” dimostrava, a suo giudizio, che il sistema sovietico non poteva essere riformato.

### La costruzione dell'archivio
Tornato in patria, cominciò a leggere la stampa clandestina ed a seguire le lotte dei dissidenti. In poco tempo maturò in lui l'idea di raccogliere documenti che dimostrassero le violazioni dei diritti umani perpetrate dall'intelligence sovietica. L'occasione giusta arrivò nel giugno 1972, quando il Primo Direttorato Centrale (intelligence estera) avviò il previsto trasloco della propria sede in un nuovo edificio a Jasnevo, a sud-est di Mosca. Mitrochin ebbe un incarico di massima responsabilità: supervisore del trasloco dell'archivio. Spettava a lui sigillare circa 300.000 documenti, prima che venissero trasferiti nella nuova sede dell'FCD. Il Direttorato più segreto era il Direttorato «S», che riguardava gli “illegali”, cioè gli ufficiali e agenti del KGB che vivevano nei Paesi dell'Europa occidentale sotto copertura, dotati di generalità false.
Mentre gli altri Direttorati furono trasferiti nel nuovo quartier generale entro il 1972, il Direttorato «S» restò alla Lubjanka per altri dieci anni. Mitrochin ebbe così l'opportunità di visionare gli atti che voleva. Mitrochin sapeva che il KGB, a differenza dei servizi di informazione di tutti gli altri Paesi, possedeva due strutture, parallele, di ufficiali e agenti esteri. Una era costituita dalle “residenze legali”, sedi che operavano nelle capitali straniere sotto copertura diplomatica; l'altra era formata dalle “residenze illegali”, una rete di spie che avevano accettato di trascorrere l'intera vita sotto falso nome. Uno degli scopi principali del suo lavoro fu rivelarne la vera identità.
Creò un sistema di scrittura indecifrabile per chiunque: le sue trascrizioni erano “compresse” in una sorta di stenografia personale ricca di abbreviazioni, acronimi, sigle, sia per ridurre il volume del materiale che aveva con grande rischio personale portato fuori dall'ufficio da lui diretto, sia per rendere incomprensibili i suoi appunti e potersi così difendere nel caso che una perquisizione li avesse rivelati. Nascondeva i propri appunti in una delle due dacie di famiglia, situata a 36 km da Mosca. Qui li batteva a macchina, poi li nascondeva sottoterra o in spazi dove fosse improbabile che venissero cercati (come la zangola del latte). Anche dopo il trasferimento del Direttorato «S» a Jasnovo (1982), Mitrochin continuò a compilare il suo archivio. Nel 1984 andò in pensione.
In tutto, aveva copiato documenti segreti per dodici anni. Essendo a riposo, ebbe tutto il tempo necessario per curare il suo archivio. Passò il primo anno e mezzo a controllare gli appunti, estrapolando il materiale sull'invasione sovietica dell'Afghanistan (1979), e raccogliendolo in un grosso volume secondo una narrazione cronologica. Mitrokhin non credette mai che il proprio archivio avrebbe potuto essere pubblicato in patria, nonostante nel 1985 il nuovo segretario del PCUS, Michail Gorbačëv, avesse inaugurato la nuova politica di trasparenza (glasnost'). Quando il muro di Berlino crollò, nel novembre del 1989, Mitrochin cominciò a pensare seriamente a come portare il suo archivio nell'Europa occidentale. Nel frattempo continuò ad organizzare il materiale, raccogliendo le informazioni in volumi che riguardavano i singoli Paesi o le aree geografiche.

### L'espatrio in Gran Bretagna
Il 22 marzo 1992 Mitrochin prese un treno notturno da Mosca diretto verso Riga, capitale della Repubblica di Lettonia.
Decise di recarsi all'ambasciata USA. Mostrò una cassa di legno in cui aveva nascosto dei documenti e si disse pronto a mostrarne il contenuto, ma il personale non gli diede importanza e gli rispose di ripresentarsi un altro giorno. Dopo questo tentativo fallito, Mitrochin si presentò, il giorno dopo (24 marzo 1992), all'ambasciata britannica, da poco riaperta. Qui ebbe l'opportunità di mostrare i documenti che aveva nascosto con sé (una serie di buste, una per ogni singolo Paese, piene di carte scritte di suo pugno e contenenti le informazioni relative a quel Paese) a una funzionaria che, intuendone il potenziale valore, lo invitò a ripresentarsi due settimane dopo.
Il 9 aprile ebbe il primo incontro con i Servizi segreti britannici (SIS), cui mostrò oltre duemila cartelle del suo archivio. I funzionari capirono subito di avere di fronte del materiale scottante: profili di centinaia di agenti del KGB, arricchiti con dettagli e particolari tali da consentire l'identificazione di diverse spie sovietiche di stanza in Occidente. Dopo un terzo incontro con il SIS, nell'estate dello stesso anno Mitrochin effettuò un viaggio segreto in Gran Bretagna, per preparare un'eventuale fuoriuscita dalla Federazione Russa.
Dopo che fu informato il capo dei Servizi segreti, Colin McColl, il quale a sua volta riferì al Primo ministro John Major, una prima parte dell'archivio Mitrochin venne portata in Gran Bretagna. Le autorità britanniche compresero di avere a che fare con una fonte di importanza straordinaria e decisero di proporre all'ex archivista di trasferirsi in Inghilterra in una località segreta. A settembre Mitrochin accettò la proposta e, a ottobre, il Ministro degli Esteri Douglas Hurd autorizzò l'ingresso nell'isola di Mitrochin e della sua famiglia, che avvenne il 7 novembre 1992. Nel frattempo il servizio segreto inglese avviava le proprie indagini per trovare i necessari riscontri oggettivi.
Le ricerche si protrassero per tre anni, e nel luglio 1995 terminarono con esito positivo. Il passo successivo fu rendere di pubblico dominio le informazioni raccolte da Mitrochin. Per questo l'ex funzionario russo venne affiancato da uno storico di professione, il professor Cristopher Andrew, che aveva già lavorato con un dissidente dei servizi segreti sovietici, Oleg Gordievskij. La nomina di Andrew a curatore delle pubblicazioni dell'archivio giunse il 16 marzo del 1996. Dei molti volumi che Mitrochin e Andrew si prefiggevano di pubblicare, solamente due giunsero alle stampe mentre l'archivista sovietico era ancora in vita. Il terzo è uscito postumo nel 2005.

## Libri pubblicati da Mitrochin e Andrew
- Vasili Mitrokhin e Christopher Andrew, The Sword and the Shield: The Mitrokhin Archive and the Secret History of the KGB, Basic Books (1999), ISBN 0-465-00310-9; trade paperback (Settembre 2000), ISBN 0-465-00312-5
- Christopher Andrew e Vasili Mitrokhin, The Mitrokhin Archive: The KGB in Europe and the West, Gardners Books (2000), ISBN 0-14-028487-7
- Vasili Mitrokhin e Christopher Andrew, The World Was Going Our Way: The KGB and the Battle for the Third World, Basic Books (2005) 677 pagine ISBN 0-465-00311-7